# Bahnhof Hœnheim
Der Bahnhof Hœnheim (auch Hoenheim) ist der Bahnhof der elsässischen Stadt Hœnheim. Er wurde 1874 im Zuge des Baus der Bahnstrecke Wörth (Rhein)–Lauterbourg–Rœschwoog–Strasbourg errichtet und mit deren Inbetriebnahme am 25. Juli 1876 eröffnet. Seit September 2000 ist er außerdem Anfangs- bzw. Endpunkt der Linie B der Straßenbahn Straßburg.

## Name
Ursprünglich hieß der Bahnhof Hönheim. Nachdem die Gemeinde – wie das gesamte Elsass – an Frankreich gefallen war, erhielt er den Namen Hœnheim. Diesen Namen behielt er bis zur Eröffnung der Straßenbahnlinie B der Straßburger Straßenbahn im September 2002 bei. Damit jedoch die Umsteigemöglichkeit von Zug zu Straßenbahn erkenntlich wird, erhielt der Bahnhof den Namen Hœnheim Tram. Die Straßenbahnhaltestelle erhielt den Namen Hœnheim Gare.

## Lage
Der Bahnhof Hœnheim befindet sich im Industriegebiet von Hœnheim. Auf dem Bahnhofsvorplatz endet beziehungsweise beginnt die Straßenbahnlinie B in die Straßburger Innenstadt an einer sehr aufwendig gestalteten Haltestelle. Des Weiteren befindet sich ein großer Parkplatz.

## Geschichte

### Erste Verbindungen nach Hœnheim (1848–1874)
1848 fuhren die ersten Pferdeomnibusse und Pferdedroschken im öffentlichen Nahverkehr von Straßburg. Die ersten beiden normalspurigen Strecken der Pferde-Eisenbahngesellschaft wurden 1878 kurz nacheinander eröffnet. Die erste führte bis zur Kehler Brücke, die zweite nach Hönheim, welche beide von kleineren Dampflokomotiven gezogen wurden. Ab 1895 wurde die Pferdebahn elektrifiziert.
Im Jahre 1852 wurden zwei Verbindungswege nach Hœnheim eröffnet, die etwas außerhalb des Dorfes durch das Territorium von Hoenheim führen. Dies waren zum einen der Canal de la Marne au Rhin, der Vitry-le-François mit Straßburg verbindet, sowie die Eisenbahnlinie von Paris nach Straßburg. Jedoch war hier kein Bahnhof für Hœnheim vorgesehen.

### Bau und Eröffnung der Strecke von Wörth nach Straßburg (1874–1876)
Ab 1874 wurde der Bau einer Bahnstrecke von Wörth über Lauterbourg und Rœschwoog nach Strasbourg beschlossen. Diese Bahnstrecke wurde am 24. und 25. Juli 1876 zusammen mit der Strecke von Germersheim nach Wörth als Teil der Magistrale Schifferstadt–Speyer–Germersheim–Wörth–Lauterburg (Elsass)–Straßburg eröffnet. Für den pfälzischen Streckenteil war die Maximiliansbahn-Gesellschaft zuständig, für den elsässischen Streckenteil die Reichseisenbahnen in Elsaß-Lothringen. An dieser Bahnstrecke erhielt Hœnheim einen Bahnhof.
1875, ein Jahr vor der kompletten Fertigstellung der Strecke, wurde die Eisenbahnwerkstatt von Bischheim auf einer Fläche von 30 Hektar, davon 10 Hektar in Hœnheim, eröffnet. Diese Werkstätte befand sich an der Eisenbahnlinie von Straßburg nach Lauterburg.

### Entwicklung bis zum Zweiten Weltkrieg (1876–1945)
Am 14. Oktober 1878 fuhr die erste elektrische Straßenbahn vom Place Kléber in Straßburg nach Hœnheim.
Im Jahre 1906 wurde der Rangierbahnhof Hausbergen eröffnet, welcher sich auf dem Territorium mehrerer Gemeinden, darunter Hœnheim, befindet.
Am 27. Mai, 11. August und 25. September 1944 bombardierten die Alliierten Straßburg und seine Vororte, darunter auch die Eisenbahnwerkstätten von Bischheim und den Rangierbahnhof Hausbergen.

### Weitere Entwicklung (seit 1945)
Am 1. Mai 1960 machte die Straßenbahn ihre allerletzte Fahrt von Hœnheim nach Straßburg. Anschließend wurde die Straßenbahnlinie durch eine Buslinie ersetzt.
1970 wurde der Bau der Autobahn A34 Metz–Straßburg vollendet, welche später durch die A4, die Paris mit Straßburg verbindet, ersetzt wurde. Die Autobahn verläuft direkt entlang des Rangierbahnhofs Hausbergen.
Aufgrund einer neuen Verkehrspolitik wurden während der 1990er Jahre von der Stadtgemeinschaft Straßburg zwei neue Straßenbahnlinien in die Straßburger Vororte gebaut. Eine dieser beiden Linien wurde im Jahre 2000 mit der Endhaltestelle Hœnheim Gare an die Eisenbahnlinie Straßburg–Lauterburg angeschlossen.
Für die Konzeption des Parkplatzes und der Straßenbahnhaltestelle in Hœnheim-Nord erhielt Zaha Hadid den Mies-van-der-Rohe-Preis für Europäische Architektur 2003.

## Betrieb
Hœnheim ist Mitglied der Eurométropole de Strasbourg.
Der Bahnhof Hœnheim wird von TER-Alsace-Zügen von Straßburg nach Lauterbourg meist im Zweistundentakt bedient. Zum Straßburger Hauptbahnhof benötigen die Züge 7 Minuten, in Gegenrichtung nach Lauterbourg eine knappe Stunde.
Die Straßenbahnlinie B verkehrt meist im 15-Minuten-Takt zwischen dem Bahnhof Hœnheim und der Straßburger Innenstadt. Bis zum zentralen Platz Homme de fer benötigen die Straßenbahnen 20 Minuten.